# Волынские говоры

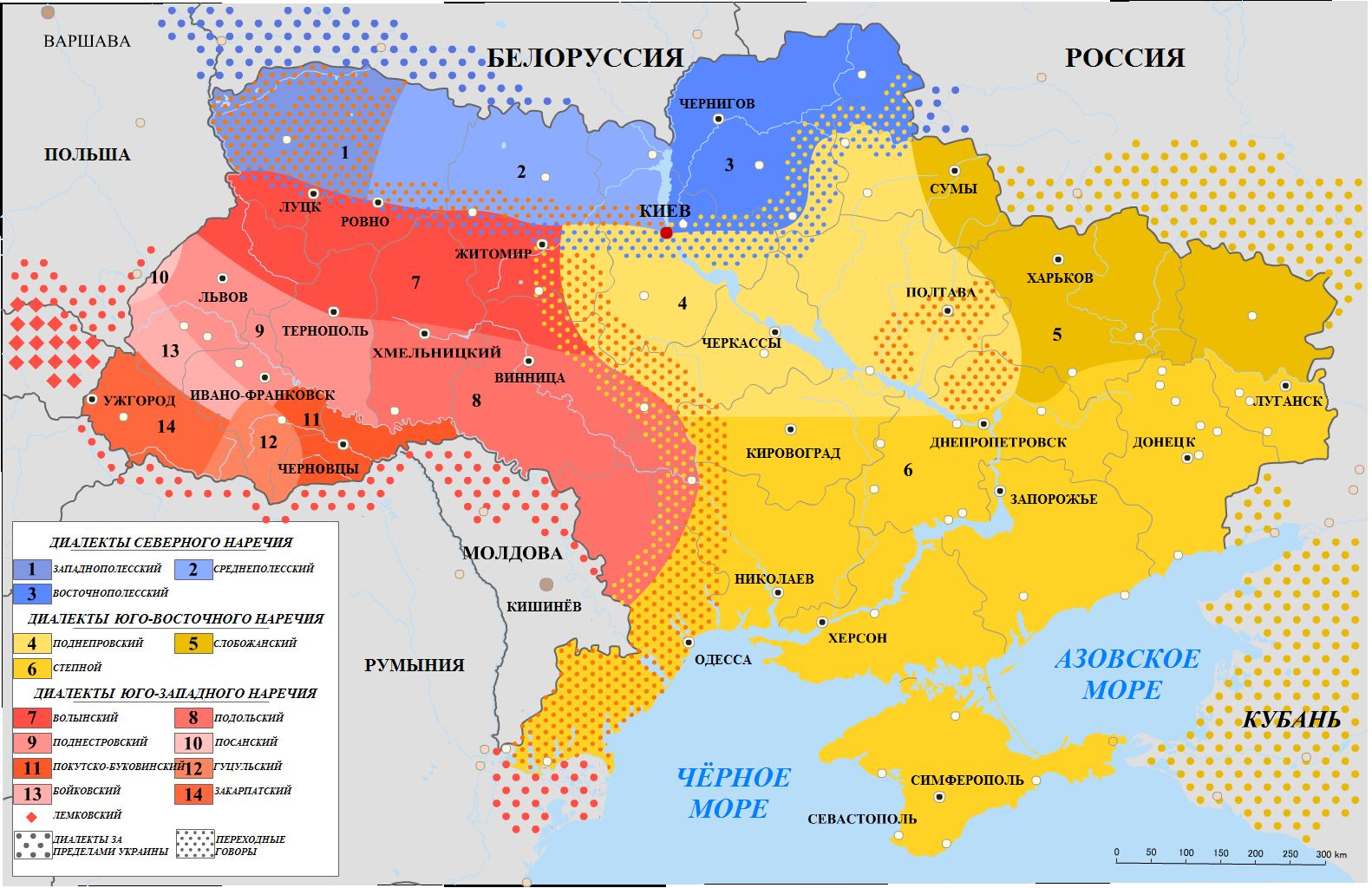
Ареал волынских говоров на карте диалектов украинского языка

Волы́нские го́воры (также южноволынские говоры; укр. волинський говір) — говоры юго-западного наречия украинского языка, распространённые на западе Украины преимущественно в южной части исторической области Волынь (северные районы Львовской, Тернопольской и Хмельницкой области, южные районы Волынской и Ровненской области, северо-западные районы Винницкой области и юго-западные районы Житомирской области). Вместе с подольскими образуют архаичную волынско-подольскую группу говоров.
В волынском диалектном ареале отмечается с одной стороны противопоставление северных и южных говоров, с другой стороны — западных и восточных говоров.

## Классификация

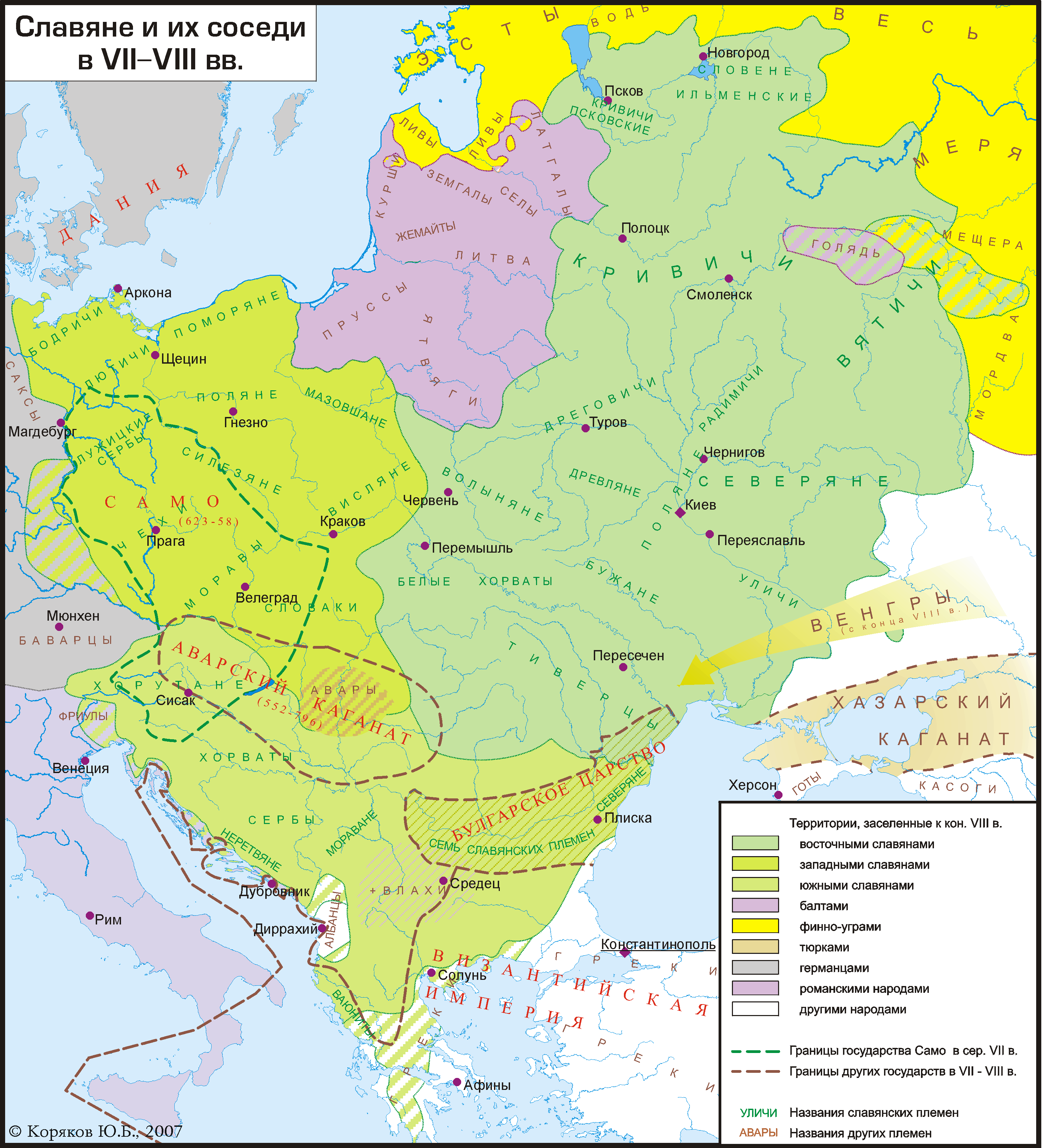
Племя волынян в VII—VIII веках

Волынские говоры являются в значительной степени неоднородными. Диалектологи отмечают в волынском ареале два крупных пучка изоглосс, разделяющие данный ареал на северную и южную части — приблизительно по линии «Горохов — Шепетовка — Бердичев», а также на западную и восточную части — приблизительно по течению реки Стыр.
В. Г. Воронич связывает наличие изоглосс, делящих волынский ареал на западноволынскую и восточноволынскую части, с древнейшими диалектно-племенными границами Древнерусского государства. Языковые особенности западноволынского ареала возводятся к диалекту древних южных волынян (согласно исследованиям В. В. Седова, племя волынян занимало территорию, ограниченную с запада рекой Западный Буг, с востока — рекой Случь, на севере граница расселения волынян проходила по бассейну Припяти в его верхнем течении, на юге — по водоразделу бассейнов Припяти и Западного Буга — с одной стороны, и Днестра — с другой), основа же восточноволынского ареала, вероятно, имеет черты, развившиеся из черт диалекта древних уличей.
Западноволынские говоры связаны большим числом общих диалектных черт с побужскими западнополесскими, западными поднестровскими и посанскими говорами. Вероятно, эти черты так же сложились в ранний исторический период на крайне западной части восточнославянской территории, в которой отмечались тенденции к объединению и которая позднее остальных вошла в состав Киевской Руси.
Западноволынские говоры противопоставляются (в том числе и по чертам, сближающим их с чертами поднестровского ареала) в отношении остальной (большей) части волынских говоров, при этом отличия западноволынских говоров от восточноволынских являются настолько существенными, что некоторые исследователи украинских диалектов выделяют западноволынский ареал в отдельную группу говоров. Так, например, Г. Ф. Шило предлагает рассматривать этот ареал — в его терминологии «среднебужские говоры» (середньобузький говір) — отдельно от остальных волынских говоров.
Северноволынские говоры объединяются рядом диалектных черт с западнополесскими и среднеполесскими говорами северноукраинского наречия. Для южноволынских говоров характерны общие диалектные явления с поднестровскими и подольскими говорами.
В южноволынских говорах по целому ряду диалектных черт противопоставляются юго-восточные говоры (на территории крайне юго-западных районов Житомирской области, в северо-западных районах Винницкой области и северных районах Хмельницкой области) и юго-западные говоры (на остальной части южноволынского ареала). Для юго-восточных говоров характерны диалектные черты, сближающие их с подольским ареалом. Юго-западные говоры характеризуются некоторыми общими диалектными явлениями, которые отмечаются также в волынско-полесских и соседних поднестровских говорах.

## Область распространения

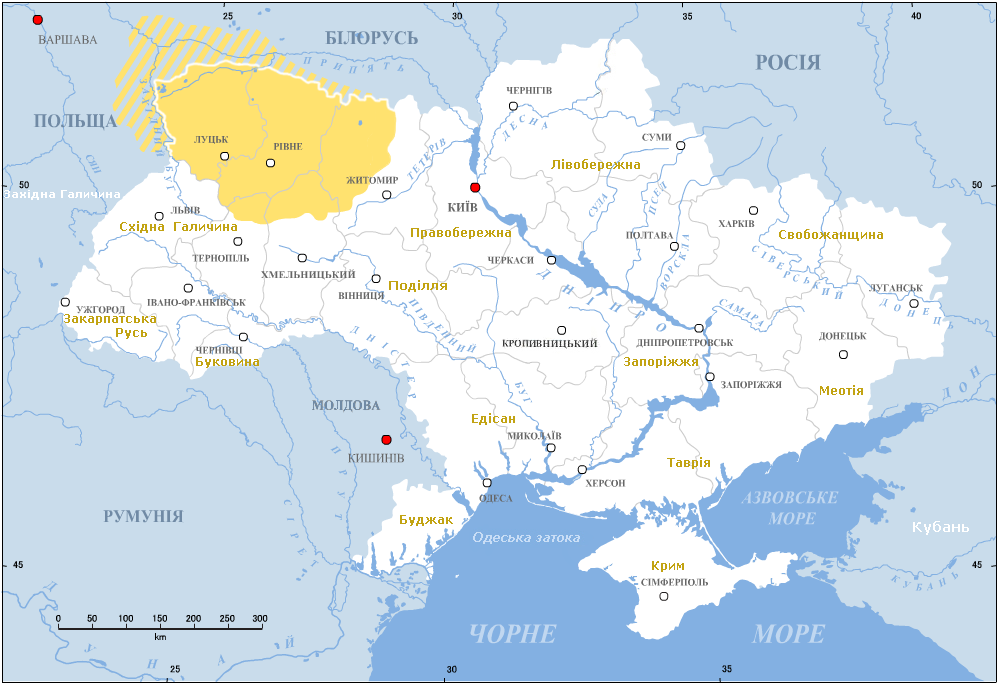
Волынь на карте Украины

Область распространения волынских говоров размещена на западе Украины — отчасти она включена в пределы южной части исторической области Волынь — данная область протянулась широкой полосой с востока приблизительно от городов Житомир и Казатин до польско-украинской границы на западе (от Владимира-Волынского на севере границы до города Белз — на юге приграничной территории). Южная граница этой полосы проходит по линии городов «Белз — Великие Мосты — Буск — Золочев — Збараж — Красилов — Хмельник — Калиновка — Тетиев». На севере данная полоса приблизительно ограничивается городами Владимир-Волынский, Луцк, Ровно и Житомир.
Согласно современному административному делению Украины, ареал волынских говоров охватывает северные районы Львовской, Тернопольской и Хмельницкой области, южные районы Волынской и Ровненской области, северо-западные районы Винницкой области и юго-западные районы Житомирской области. До 1945 года часть ареала волынских говоров размещалась в Польше — в юго-восточной части современного Люблинского воеводства (в приграничных с Украиной районах). После Второй мировой войны бо́льшая часть носителей волынских говоров была из этого региона выселена.
Ареал волынских говоров на севере граничит с ареалами говоров северного украинского наречия: на северо-западе — с ареалом западнополесских (волынско-полесских) говоров, на северо-востоке — с ареалом среднеполесских говоров. С востока к области распространения волынских говоров примыкает ареал среднеподнепровских говоров юго-восточного украинского наречия. На юге ареал волынских говоров соседствует с ареалами других говоров юго-западного наречия украинского языка: на юго-востоке — с ареалом подольских говоров, на юго-западе — с ареалом поднестровских говоров, небольшой участок диалектной границы также разделяет ареалы волынских говоров с посанскими. Западной границей распространения волынских говоров является в настоящее время ареал малопольского диалекта польского языка.

## Особенности говоров
Основные фонетические черты волынских говоров:
1. Возможность произношения в западноволынских говорах гласных [у], [и] в новом закрытом слоге в соответствии этимологической /о/ наряду с преимущественным распространением гласной [і]: стіл, віл, столíў, столýў, стил, ни́чка, ти́л’кі.
2. В части волынских говоров, включая и западноволынские, фонема /е/ произносится широко, а в позиции перед сонорными, шипящими и некоторыми переднеязычными согласными произносится как [а]: тра́ба, ца́гла, типа́р, жа́нит’, ша́стий, село́ — по са́лах, земл’á — зáмл’у.
3. В южных западноволынских говорах, размещённых вблизи поднестровского ареала, возможна непоследовательно распространённая замена /а/ на [е] после мягких согласных и шипящих: ч’éсом, жел’.
4. В ряде западнополесских говоров фонема /и/ под ударением произносится как [е]: се́ла — си́ла, зве́сока — зви́сока, пе́ше — пи́ше, куде́с’ — куди́с’.
5. В южноволынских говорах отмечается умеренное «уканье»: голова́, молоко́, но гуолу́пка, куожу́х, йуму́, доро́гуйу и т. д.

К морфологическим чертам волынских говоров относятся:
1. Наличие в большинстве южноволынских говоров в формах именительного и винительного падежей единственного числа существительных среднего рода типа зілля окончания -а (без образования перед ним долгого мягкого согласного): з′íл′а, нас′íн′а, жит′á. В то же время в западноволынских говорах, в том числе и тех, которые размещены рядом с ареалом полесских говоров, нередко встречаются «полесские» формы с окончанием -е и долгим мягким согласным перед ним: з′íл′:е, жит′:é, пі́рйе, подві́рйе.
2. Наличие в западноволынских говорах формы творительного падежа единственного числа существительных женского рода на -оу, -ом (дорóгоў, дни́ноў, рукóў, ного́м, руко́м) при более регулярном распространении окончания -ойу.
3. Возможность употребления в западноволынских говорах у существительных в форме дательного и местного падежей множественного числа окончаний -ем, -ex: жін’цéм, коувал’éм, на жін’ц’éх, на коувал’éх, но: кóн’ам, на кóн’ах; в формах творительного падежа множественного числа — окончания -ема: жін’ц’éма, коувал’éма, міш’éма, тупуол’éма.
4. Широкое распространение стяжённых местоименных форм родительного и творительного падежей единственного числа притяжательных и указательных местоимений: сей (укр. литер. цієї «этой»), тей (укр. литер. тієї «той»), мей (укр. литер. моєї «моей»), твей (укр. литер. твоєї «твоей»), се́йу (укр. литер. цією «этой»), те́йу (укр. литер. тією «той»), ме́йу (укр. литер. моєю «моей»), тве́йу (укр. литер. твоєю «твоей»), све́йу (укр. литер. своєю «своей»).
5. В западноволынских говорах наряду с простыми формами глаголов прошедшего времени отмечаются формы типа ходи́вім, ходи́віс, ходи́лис’мо, ходи́лис’те и т. д.

## История изучения
Волынские говоры становятся предметом изучения диалектологов уже в конце XIX века. Так, К. П. Михальчук в своей работе «Наречия, поднаречия и говоры Южной России в связи с наречиями Галичины» 1877 года в числе прочих уделяет место изучению волынского ареала. В середине XX века издаются исследования, посвящённые изучению волынских говоров, таких авторов, как Г. Ф. Шило («Південно-західні говори УРСР на північ від Дністра», 1957); К. Дейна («Gwary ukraińskie Tarnopolszczyzny», 1957) и ряда других. Во второй половине XX века волынские говоры исследовались на всех языковых уровнях в процессе составления «Диалектологического атласа украинского языка» (Атлас української мови, том 2, 1988).